# Morro dos Guararapes
O Monte dos Guararapes é um monte localizado no município de Jaboatão dos Guararapes, em Pernambuco, Brasil. Neste local ocorreram as célebres batalhas dos Guararapes, entre 1648 e 1649, que determinaram a expulsão dos neerlandeses do Brasil. O monte foi tombado em 1965 pelo presidente Castelo Branco. Atualmente está inserido no Parque Histórico  Nacional dos Guararapes, sob a guarda do Exército Brasileiro.
Aí, localiza-se ainda a Igreja de Nossa Senhora dos Prazeres dos Montes Guararapes, datada do século XVII, onde estão os restos mortais de André Vidal de Negreiros e João Fernandes Vieira, heróis da Insurreição Pernambucana.
A cabeceira das pistas do Aeroporto Internacional do Recife localiza-se a apenas 500 metros deste acidente geográfico.

## Topônimo
O topônimo "Guararapes" se originou do termo tupi gûararapé, que significa "caminho das guararas (uma espécie de ave)" (gûarara, guarara + apé, caminho).